# Aaron Everett
Aaron Everett (ur. 11 czerwca 1975 r.) – australijski bokser amatorski.

## Kariera amatorska
W 1994 r., Everett był uczestnikiem igrzysk wspólnoty narodów, które odbywały się w Kanadzie. W kategorii papierowej, Australijczyk odpadł przed ćwierćfinałem, przegrywając z Masibulelą Makepulą. Everett był dwukrotnie mistrzem Oceanii w roku 1993 i 1994. Dwukrotnie też sięgał po mistrzostwo Australii w roku 1993 i 1994